# Solanum troyanum
Solanum troyanum är en potatisväxtart som beskrevs av Ignatz Urban. Solanum troyanum ingår i släktet skattor som ingår i familjen potatisväxter. Inga underarter finns listade i Catalogue of Life.